# Screamin' Jay Hawkins
Jalacy Hawkins, mer känd under artistnamnet Screamin' Jay Hawkins, född 18 juli 1929 i Cleveland i Ohio, död 12 februari 2000 i Neuilly-sur-Seine utanför Paris, var en amerikansk sångare. Han var känd för sina vilda och teatraliska framträdanden med sånger som "I Put a Spell on You" och "Constipation Blues".

## Privatliv
Hawkins trodde själv att han var far till minst 57 barn. Efter hans död har en undersökning givit vid handen att antalet närmast ligger runt 75.

## Diskografi

### Singlar i urval
- 1956 I Put a Spell On You/Little Demon [OKeh 7072]
- 1957 You Made Me Love You/Darling, Please Forgive Me [OKeh 7084]
- 1957 Frenzy/Person to Person [OKeh 7087]
- 1958 Alligator Wine/There's Something Wrong With You [OKeh 7101]
- 1958 Armpit #6/The Past [Red Top 126]
- 1962 I Hear Voices/Just Don't Care [Enrica 1010]
- 1966 Poor Folks / Your Kind of Love [Providence 411]
- 1970 Do You Really Love Me/Constipation Blues [Philips 40645]
- 1973 Monkberry Moon Delight/Sweet Ginny [Queen Bee 1313]

### Album
- 1958 At Home with Screamin' Jay Hawkins (Okeh/Epic) - other editions entitled Screamin' Jay Hawkins and I Put a Spell on You
- 1965 The Night and Day of Screamin' Jay Hawkins (Planet) - also entitled In the Night and Day of Screamin' Jay Hawkins
- 1969 What That Is! (Philips)
- 1970 Because Is in Your Mind (Armpitrubber) (Philips)
- 1972 Portrait of a Man and His Woman (Hotline) - also entitled I Put a Spell on You and Blues Shouter
- 1977 I Put a Spell on You (Versatile--recordings from 1966-76)
- 1979 Lawdy Miss Clawdy (Koala)
- 1979 Screamin' the Blues (Red Lightnin') - also entitled She Put the Wammee on Me
- 1983 Real Life (Zeta)
- 1984 Screamin' Jay Hawkins and The Fuzztones Live (Midnight Records) - live
- 1988 At Home with Jay in The Wee Wee Hours (Midnight Records) - live
- 1988 Live & Crazy (Blue Phoenix) - live
- 1990 The Art of Screamin' Jay Hawkins (Spivey)
- 1991 Black Music For White People (Bizarre/Straight Records/Planet Records)
- 1991 I Shake My Stick at You (Aim)
- 1993 Stone Crazy (Bizarre/Straight/Planet)
- 1994 Somethin' Funny Goin' On (Bizarre/Straight/Planet)
- 1993 Rated X (Sting S) - live
- 1998 At Last (Last Call)
- 1998 Live (Loudsprecher/Indigo) - live
- 1999 Live at the Olympia, Paris (Last Call) - live with one studio new song
- 2004 Live (Fremeaux & Associés) - live with two studio new songs

## Filmer

### Dokumentär om Screamin' Jay Hawkins
- Screamin' Jay Hawkins: I Put a Spell On Me (Nicholas Triandafyllidis, 2001)

### Som skådespelare
- American Hot Wax (som sig själv, 1978)
- Mystery Train (Jim Jarmusch, 1989)
- Perdita Durango, även känd som Dance with the Devil (Álex de la Iglesia, 1997)
- Peut-etre (som nattklubbssångare, Cedric Klapish 1999)